# Crow Wing megye
Crow Wing megye az Amerikai Egyesült Államokban, azon belül Minnesota államban található. Megyeszékhelye és legnagyobb városa Brainerd. Lakosainak száma 66 123 fő (2020. április 1.). Crow Wing megye Cass, Aitkin, Mille Lacs és Morrison megyékkel határos.

## Népesség
A megye népességének változása:
| Lakosok száma | 62 604 | 62 659 | 62 934 | 63 208 | 63 428 | 66 123 |
|               | 2010   | 2011   | 2012   | 2013   | 2015   | 2020   |